# César Caire
Pour les articles homonymes, voir Caire (homonymie).
César Jules Marie Caire est un avocat français né le 31 juillet 1861 à Châtillon-en-Michaille (Ain) et mort le 30 septembre 1931 à Caluire-et-Cuire (Rhône). Il fut président du Conseil municipal de Paris.

## Vie et engagements (1861- 1931)
Avocat à la Cour d'Appel de Paris, Docteur en Droit, César Caire fut secrétaire de la Conférence des avocats et président de la conférence Molé-Tocqueville. Il fut conseiller municipal de Paris dans le VIIIe arrondissement de 1900 à 1931, et ainsi membre de la Commission du Vieux Paris durant ces trente et une années. Il devint secrétaire en 1901 puis président du Conseil municipal de Paris de 1921 à 1922. 
Conseiller général de la Seine, il fut également vice-président du Conseil général de la Seine en 1903.
Une avenue de Paris située dans le VIIIe arrondissement, à côté de l'église saint Augustin, porte son nom depuis 1933.
Avis de décès paru dans La Croix, no 14907 du 2 octobre 1931 :

« Mort de M. César Caire.
C'est avec un vif regret que nous apprenons la mort de M. César Caire, avocat et conseiller municipal de Paris, décédé à Lyon, après une courte maladie, pendant les vacances qu'il allait passer chaque année dans l'Ain, son pays d'origine.
M. César Caire était né en 1861, à Châtillon-de-Michaille (Ain). Inscrit au barreau de Paris, secrétaire de la Conférence des avocats, puis président de la Conférence Molé-Tocqueville, il entra à l'Hôtel de Ville en 1900 et fut réélu depuis sans interruption par les électeurs du quartier de l'Europe. En 1921, ses collègues l'élevèrent à la présidence de l'assemblée municipale.
Partout où il a passé, dans les groupements catholiques de sa jeunesse, comme plus tard dans les assemblées politiques et parmi ses camarades de l'artillerie où il servit comme officier pendant la guerre et gagna la rosette de la Légion d'honneur, César Caire, toujours fidèle à ses traditions, a laissé le souvenir d'un cœur généreux, toujours jeune et d'un dévouement illimité. Il tenait à l'honneur de faire partie de la Corporation des Publicistes chrétiens.
Ses confrères, ses anciens camarades et ses collègues s'associeront, à la douleur de Mme César Caire et de sa famille. »

## Publications
- La Législation sur le travail industriel des femmes et des enfants, thèse de droit, Faculté de droit de Caen, Paris, A. Rousseau, 1896.

consultable sur le site : https://gallica.bnf.fr/ark:/12148/bpt6k57840961/f10.image
- Le commandant Marchand au Collège de Thoissey, 25 juin 1899, 1900.
- Œuvre hospitalière de l'asile Notre-Dame de Bon-Secours. Rapport de M. César Caire, 1904.

## Sources
- Curinier, C.-E. (dir.). Dictionnaire national des contemporains, Paris, Office général d'édition, 1889-1906
- Jacques Hillairet, Dictionnaire des rues de Paris, Éditions de Minuit, 1997.
- Jean-Marie Mayeur, Les Parlementaires de la Seine sous la Troisième République, Paris, Publications de la Sorbonne, 2001.
- David Colon, Un cercle d'étudiants catholiques sous la Troisième République : la Conférence Olivaint (1875-1940), Mémoire de DEA, Histoire du XXe siècle, IEP de Paris, 1996.